# Igreja do Santo Anjo da Guarda no Tritão
Santo Angelo Custode al Tritone ou Igreja do Santo Anjo da Guarda no Tritão, chamada também de Santi Angeli Custodi al Tritone ou Igreja dos Santos Anjos da Guarda no Tritão, era uma igreja de Roma, Itália, localizada no rione Trevi, na via del Tritone, demolida entre 1928 e 1929 para permitir o alargamento da via del Tritone e a construção do túnel sob o monte Quirinal. Era dedicada ao Anjo da Guarda.

## História

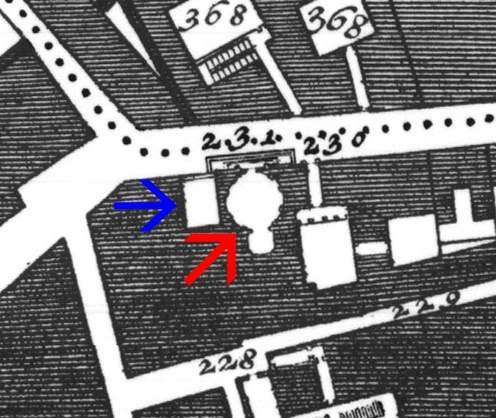
O local da igreja no Mapa de Nolli marcado pela seta vermelha.

Foi consagrada durante o pontificado do papa Urbano VIII, em 1624, e entregue aos cuidados da "Arquiconfraria dos Anjos da Guarda", situação que permaneceu até 1905, quando a igreja passou para a Congregação dos Padres do Sagrado Coração de Jesus de Bétharram.
O edifício foi construído pelo arquiteto Felice della Greca e a fachada, por Mattia de Rossi. A casa da arquiconfraria, vizinha da igreja, incluía um alto-relevo de um anjo com a inscrição "Custos in via". O interior apresentava uma planta elíptica e o altar-mor, finalizado em 1681 com base num projeto de Carlo Rainaldi, ostentava uma pintura do "Anjo da Guarda" de Giacinto Brandi. Havia dois altares laterais, um dedicado a Santo Antônio de Pádua, representado magnificamente numa tela romana de Luca Giordano, e o outro, dedicado à Virgem Maria, tinha uma "Virgem entregando o rosário a São Domingos", de Carlo Maratta. Uma lápide interna recordava que a Arquiconfraria dos Anjos da Guarda teve o papa Clemente XI como membro, responsável por alguns dos ricos ornamentos da igreja. Finalmente, aparentemente a igreja abrigava também uma pintura de Caterina Ginnasi, uma pintora do século XVII.
Na mesma época da demolição, foi dedicada a igreja de Santi Angeli Custodi, no novo quartiere Monte Sacro da capital, como sua sucessora.